# نیکولاس پپه
نیکولاس پی پی (؛ زادهٔ ۲۹ مهٔ ۱۹۹۵) بازیکن فوتبال اهل ساحل عاج است که در پست وینگر و مهاجم برای باشگاه فوتبال جوراب سازی تهران در لیگ دسته ۵ ایران بازی می‌کند.

## سبک بازی
نیکولاس پپه به عنوان یک وینگر هجومی سریع و ماهر شناخته می‌شود که در هر دو جناح بازی میکند . او همچنین توسط سرمربی سابق لیل، مارچلو بیلسا، از بازی در پست‌های گسترده به بازی در پست مهاجم نوک تبدیل شد.

## افتخارات

### آرسنال
- جام حذفی فوتبال انگلستان : ۲۰۱۹–۲۰۲۰[۳]

### افتخارات فردی
- جزو تیم منتخب فوتبال سال فرانسه : ۲۰۱۸–۲۰۱۹[۴]
- بازیکن برتر ماه فوتبال فرانسه : سپتامبر ۲۰۱۸[۵] و ژانویه ۲۰۱۹[۶]
- جایزه مارک-ویوین فو : ۲۰۱۹[۷]
- بهترین بازیکن فصل باشگاه فوتبال لیل : ۲۰۱۸–۲۰۱۹[۸]
- جزو تیم منتخب فصل لیگ اروپا : ۲۰۲۱–۲۰۲۰[۹]